# 小林謙一
小林 謙一（こばやし けんいち、1960年2月 - ）は、日本の考古学者。中央大学文学部教授。

## 略歴
神奈川県横浜市戸塚区出身。
1978年神奈川県立光陵高等学校卒業。
1983年慶應義塾大学文学部民族学考古学専攻卒業。1987年同大学院文学研究科修士課程修了。
2004年総合研究大学院大学大学院文化科学研究科博士課程修了。博士（文学）。
慶大埋蔵文化財調査室助手、金沢大学埋蔵文化財調査センター助手、国立歴史民俗博物館助教を経て、2008年中央大学文学部准教授、2013年教授。

## 著書

### 単著
- 『縄紋社会研究の新視点』（六一書房, 2008年）
- 『縄紋文化のはじまり』（新泉社, 2010年）
- 『発掘で探る縄文の暮らし』（中央大学出版部, 2011年）
- 『縄紋時代の実年代』（同成社, 2017年）

### 編著
- 『縄文時代の食と住まい』（同成社, 2016年）

### 共編著
- （工藤雄一郎, 国立歴史民俗博物館）『縄文はいつから!? 地球環境の変動と縄文文化』（新泉社, 2011年）
- （黒尾和久, 中山真治, 山本典幸）『考古学の地平 I』（六一書房, 2016年）